# Manfred Büchel
Manfred Büchel, född 6 juli 1961, är en liechtensteinsk före detta fotbollsspelare.

## Fotbollskarriär
Büchel spelade två landskamper för Liechtensteins landslag, den första mot Schweiz 1982 och den andra mot USA 1990.
Büchel utsågs till årets fotbollsspelare i Liechtenstein 1988 och 1989.